# Station Romilly-sur-Seine
Station Romilly-sur-Seine is een spoorwegstation in de Franse gemeente Romilly-sur-Seine.